# حمود التويجري
حمود بن عبد الله التويجري (١٣٣٤ - ١٤١٣ هـ)
هو الشيخ حمود بن عبد الله بن حمود بن عبدالرحمن بن عبدالله بن مقحم بن عبدالله التويجري من آل جبارة - بتشديد الباء الموحدة التحتية - بطن كبير من قبيلة عنزة القبيلة الوائلية الربعية العدنانية.
عالم وقاض سعودي، أفنى سنين طويلة في طلب العلم الشرعي، وقد أعرض عن تولي المناصب وتفرغ للبحث والتأليف، وأشاد بعلمه طلابه وكبار المشايخ في عصره.
ولد- حيث تقيم أسرته - في مدينة المجمعة عاصمة سدير، وذلك في عام 1334 هـ، وفي صباه شرع يقرأ في كُتاب - أحمد الصائغ - وذلك في عام 1342 هـ، وتوفي والده بعد ذلك بأيام قليلة، وكان عمر الشيخ إذ ذاك ثمان سنوات، فتعلم مبادىء القراءة والكتابة في هذا الكُتاب، ثم حفظ القرآن الكريم، وهو لم يتجاوز الحادية عشر من عمره.
كما قرأ في هذه السن المبكرة مختصرات الكتب العلمية في التوحيدوالحديث والفقه والفرائض والنحو.
ومما قرأ على الشيخ أحمد الصايغ (الأصول الثلاثة) للشيخ الإمام المجدد محمد بن عبدالوهاب - رحمه الله.
ولما بلغ سن الشباب لازم حلقة الفقيه قاضي بلدان سدير الشيخ عبدالله بن عبدالعزيز العنقري، واستمر في القراءة عليه ربع قرن، قرأ عليه فيها شتى العلوم والفنون من التوحيدوالتفسير والحديث والفقه وأصولها والفرائض والنحو وكتب السيرة والتاريخ والأدبوغيرها.

## مؤلفاته
له العديد من الردود على معاصريه، ينافح فيها عن السنة، ويدافع عن العقيدة الصحيحة.
وله تعليقات وتعقيبات وتصويبات، على ما يقرأ، من ذلك تعليقات كثيرة على نسخة مسند الإمام أحمد بن حنبل المطبوعة بتحقيق أحمد شاكر، وتعليقات على فتح الباري، وتعقيبات على مستدرك الحاكم دونها بهامشه.
ومن مؤلفاته:
١ - إتحاف الجماعة بما جاء في الفتن والملاحم وأشراط الساعة.
٢ - الاحتجاج بالأثر على من أنكر المهدي المنتظر.
٣ - إثبات علو الله ومباينته لخلقه والرد على من زعم أن معية الله للخلق ذاتية.
٤ - تحفة الإخوان بما جاء في الموالاة والمعاداة والحب والبغض والهجران.
٥ - القول المحرر في الأمر بالمعروف والنهي عن المنكر.
٦ - الرد على من أباح الربا الجاري في بعض البنوك.
٧ - تغليظ الملام على المتسرعين في الفتيا وتغيير الأحكام.
٨ - الإيضاح والتبين لما وقع فيه الأكثرون من مشابهة المشركين.
٩ - قصص العقوبات والعبر والمواعظ.
١٠ - إيضاح المحجة في الرد على صاحب طنجة، رداً على أحمد بن محمد الغماري.
١١ - الرد القوي على الرفاعي والمجهول وابن علوي وبيان أخطائهم في المولد النبوي.
١٢ - الانتصار على من أزرى بالمهاجرين والأنصار رداً على (عبد الله السعد).
١٣ - السراج الوهاج لمحو اباطيل أحمد شلبي عن الإسراء والمعراج.
١٤ - إنكار التكبير الجماعي وغيره، وهو أول كتاب طبع له.
١٥ - ثبت سماه «إتحاف النبلاء بالرواية عن الأعلام الفضلاء».
١٦ - الإجابة الجلية عن الأسئلة الكويتية.
١٧ - إعلان النكير على المفتونين بالتصوير.
١٨ - إقامة البرهان في الرد على من أنكر خروج المهدي والدجال ونزول المسيح في آخر الزمان.
١٩ - تحذير الأمة الإسلامية من المحدثات التي دعت إليها ندوة الأهلة الكويتية.
٢٠ - تحريم الصور والرد على من أباحه.
٢١ - تنبيه الإخوان على الأخطاء في مسألة خلق القرآن.
٢٢ - الدلائل الواضحات على تحريم المسكرات والمفترات.
٢٣ - ذيل الصواعق لمحو الأباطيل والمخارق.
٢٤ - الرد الجميل على أخطاء ابن عقيل.
٢٥ - الرد على الكاتب المفتون.
٢٦ - الرد على من أجاز تهذيب اللحية.
٢٧ - الرد القويم على المجرم الأثيم.
٢٨ - الرؤيا.
٢٩ - الصارم البتار للإجهاز على من خالف الكتاب والسنة والإجماع والآثار.
٣٠ - الصارم المشهور على أهل التبرج والسفور.
٣١ - الصواعق الشديدة على أتباع الهيئة الجديدة.
٣٢ - عقيدة أهل الإيمان في خلق آدم على صورة الرحمن.
٣٣ - فتح المعبود في الرد على ابن محمود.
٣٤ - فصل الخطاب في الرد على أبي تراب.
٣٥ - القول البليغ في التحذير من جماعة التبليغ.
٣٦ - التنبيهات على رسالة الألباني في الصلاة.
٣٧ - إقامة الدليل على المنع من الأناشيد الملحنة والتمثيل.
٣٨ - الشهب المرمية لمحق المعازف والمزامير وسائر الملاهي بالأدلة النقلية والعقلية.
٣٩ - دلائل الأثر على تحريم التمثيل بالشعر.
٤٠ - تبرئة الخليفة العادل والرد على المجادل بالباطل.
٤١ - الرسالة البديعة في الرد على أهل المجلة الخليعة.
42- غربة الإسلام

## تلاميذه
شغل الشيخ نفسه بالتأليف والبحث عن الجلوس لطلاب العلم، وهذا ما جعل الآخذين عنه قلة، منهم:
١ - عبد الله الرومي.
٢ - عبد الله بن محمد بن حمود.
٣ - أبناؤه: الدكتور عبد الله، ومحمد، وعبد العزيز، وعبد الكريم، وصالح، وإبراهيم، وخالد.
وقد أجاز عدد من العلماء، والمشايخ من أشهرهم:
١ - الشيخ إسماعيل الأنصاري.
٢ - الشيخ صالح بن عبد الله بن حميد.
٣ - الشيخ سفر الحوالي.
٤ - الشيخ سليمان العودة.
٥ - الشيخ عبد العزيز بن إبراهيم القاسم.
٦ - الشيخ ربيع المدخلي
٧ - الشيخ صالح بن عبد العزيز آل الشيخ.
٨ - الشيخ عبد الله بن عبد الرحمن السعد.
٩ - الشيخ عبد الرحمن الفريوائي.… وغيرهم

## صفاته
• وكان نهاره للعلم بحثاً وكتابة، منذ بزوغ الشمس إلى غروبها، إلى صلاة العشاء، وربما جلس بعد صلاة العشاء قليلاً بمكتبته يكمل ما ابتدأه بالنهار، وذلك في آخر حياته. وأما ليله فيقضي جزءاً كبيراً منه في التهجد والصلاة، حضراً كان أو سفراً.
• وصفه عارفوه بالتقى والصلاح والإقبال على الله تعالى بأنواع العبادات، فهو من التالين لكتاب الله، ومن أصحاب التهجد والصلوات، ومن المعرضين عما لا يفيد ولا ينفع، ولذا فإنك لا تجده إلا متعبداً أو باحثاً، هذا مع بُعده عن الظهور وجلب الأتباع، وإنما عليه السكينة والوقار مع تواضع وحسن عشرة.
• وله همة عجيبة، ولا يحب الاعتماد على الغير وإن كان من أقرب الناس إليه، يقول أبناؤه: ما كان الشيخ يطلب من أحد شيئاً البتة، وحتى بعد أن ضعفت صحته، فكان يقوم بإعداد الشاي والقهوة بنفسه، مع إلحاح أبنائه عليه بعدم فعل ذلك راحة لجسده، بل إنا لنجد أبعد من هذا عند شيخنا، فهو خادم رفقته في السفر، حتى وقد تقدمت به السن، مع حظوته وتقدير الرفقة العظيم له، وقد يقوم بإعداد الطعام، ومن ذلك أنه كان يقوم الليل الآخر كعادته ثم يضطجع اضطجاعة خفيفة حتى يحين وقت الصبح فيسخن الماء لرفقته من أجل الوضوء.
• واكتفى ببعض التجارات التي لم يكن يليها بنفسه، فكان زاهداً في الدنيا، وقبل وفاته أعطى أكبر أبنائه جميع ما يملك - ولم يكن شيئاً كبيراً - ليتصدق به كله، فلم يخلف -رحمه الله- وراءه عقاراً أو مالاً، سوى البيت الذي يعيش فيه مع أبنائه.

## أخلاقه
- كان رحمه الله يتسم بخلق جم ، و أدب رفيع ، كان وقافا عند حدود الله.
- وقال مرة بمناسبة صدور جائزة الملك فيصل العالمية: " إن الشيخ ناصر من أحق من يُعطاها لخدمته للسنة ".
- ولقد دعاه الشيخ إلى منزله حين زارالشيخ الألباني الرياض في عام 1410 هـــ.
- كان يقرأ في صلاة الليل كل يوم أربعة أجزاء و نصف تقريباً.

## أعماله
- أُلزِم الشيخ بالقضاء عام 1368 ثم عام 1369 إلى عام 1372، ثم اعتذر من القضاء.
- طُلب للعمل في مؤسسات علمية كثيرة، مثل:
كلية الشريعة، الجامعة الإسلامية، دار الإفتاء،
لكنه اعتذر عن ذلك كله آثر التفرغ للعلم و البحث و التأليف.
- استمر في العلم و التحصيل وبث ذلك في المؤلفات.

## ثناء العلماء عليه
أثنى عليه كثير من معاصريه من أمثال الشيخ عبد العزيز بن باز، والشيخ محمد بن إبراهيم. ووُصف بالتقى والصلاح والإقبال على العبادة والذكر، وشهد له تلامذته بسعة العلم والإخلاص والبعد عن الظهور.

## وفاته
توفي في مدينة الرياض في ٥/ ٧/١٤١٣ هـ، وصُلي عليه في مسجد الراجحي، ودفن في مقبرة النسيم في جمع كبير من الناس فيهم العلماء وطلاب العلم، رحمه الله تعالى.
يقول عن الجنازة د. عبدالعزيز السدحان «"وأحسب أنها أعظم جنازة شهدها الجامع، فلقد ازدحم الناس خارج المسجد ناهيك عن داخله، وقد أمَّ الناس عليه سماحة الشيخ عبدالعزيز بن باز»